# Émile Bouhours

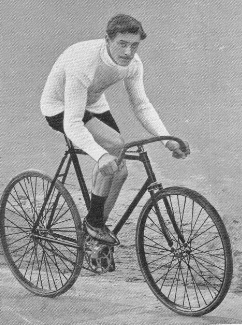
Émile Bouhours (1903)

Émile Bouhours (* 3. Juli 1870 in Monnai, Orne; † 7. Oktober 1953 in La Courneuve) war ein französischer Radrennfahrer. Émile Bouhours, in einem kleinen Ort in der Normandie geboren, war gelernter Tischler mit eigener, gutgehender Werkstatt, bevor er sich 1889 dem Radsport zuwandte. Allerdings hatte er schon im Alter von 14 Jahren sein erstes Radrennen bestritten und dabei fünf Francs gewonnen.
1894 wurde Bouhours Profi, begann als Flieger (heute Sprinter genannt) auf der Bahn. Anschließend versuchte er sich als Straßenfahrer und gewann 1900 das Rennen Paris–Roubaix. Später wurde er Dauerfahrer hinter Motorführung (Steher) und gewann viermal (1897, 1898, 1900 und 1902) die französische Meisterschaft. Zudem stellte er zahlreiche Weltrekorde auf. Zweimal (1898 und 1901) gewann er das Goldene Rad von Berlin, eines der renommiertesten Steherrennen jener Zeit. Einmal gewann er den Großen Preis von Hamburg (1903) und das Goldene Rad von Paris. 1899 wurde er Dritter bei den Europameisterschaften im Steherrennen.
1910 beendete Bouhours seine sportliche Laufbahn, um wieder als Tischler zu arbeiten.